# رنين فشباخ
رنين فشباخ (بالإنجليزية: Feshbach resonance)‏ هي ظاهرة رنين تحدث عند تصادم ذرتين بطيئتين، حين تلتصقان ببعضهما مؤقتا مشكلتين مركبا غير مستقر ذو عمر قصير (وهو ما يسمى بالرنين). وهي ميزة لأنظمة الأجسام العديدة التي تحصُلُ فيها حالة الارتباط إن اختفى اقتران واحد على الأقل بين درجة حرية داخلية واحدة وإحداثيات التفاعل، والتي تؤدي إلى التفكك. الحالة المعاكسة حين لا تحصل حالة الارتباط هي شكل الرنين. سميت الظاهرة باسم العالم الفيزيائي هيرمن فشباخ وهو فيزيائي من معهد ماساتشوستس للتكنولوجيا.
أصبحت رنائن فشباخ مهمة في دراسة أنظمة الذرات الباردة، سواء غازات فيرمي أو تكاثفات بوز-أنشتاين (BECs). في سياق العمليات المتشتتة في أنظمة الأجسام المتعددة، يحدث رنين فشباخ حين تكون طاقة حالة الارتباط لكمون داخل ذري مساوية للطاقة الحركية لزوج الذرات المتصادم، والذي له بنية فائقة الدقة مقرونة عبر كولوم أو تآثرات تبادل. في الإطارات التجريبية، يوفر زنين فشباخ طريقة لتغيير قوة التآثرات بين الذرات في السحابة عبر تغير طول التشتت asc للتصادمات المرنة. بالنسبة للجسيمات الذرية التي تملك هذه الرنائن (مثل K39 وK40)، من الممكن تغيير قوة التآثر عبر تطبيق مجال مغناطيسي منتظم. من بين الاستخدامات العديدة لهذه الأداة، استخدامها لسبر انتقال منطقة تكاثف بوز-أينشتاين BEC (للجزيئات الفيرمونية) إلى BCS (لأزواج الفيرمونات ضعيفة التآثر) في سحب فيرمي. بالنسبة لتكاثفات بوز-أنشتاين، استُخدمت زنائن فاشباخ لدراسة طيفٍ من الأنظمة: من غازات بوز النموذجية غير المتآثرة إلى نظام موحد من التآثرات.